# Фаворитнер Шпортклуб
Фаворитнер Шпортклуб (нем. Favoritner Sportclub) — бывший австрийский футбольный клуб, базировавшийся в венском районе  Фаворитен и существовавший с 1931 по 1936 год.

## История
После того, как в 1931 году венская Герта прекратила выступать в чемпионате Австрии, некоторые чиновники и игроки решили основать новый клуб, дав ему название «Фаворитнер Шпортклуб».
Однако Австрийский футбольный союз не признал клуб преемником «Герты» и отклонил просьбу занять их место во втором дивизионе Австрии. Столкнувшись с мыслю, что придется начинать с дна футбольной пирамиды, была разработана новая стратегия. Игроки «Фаворитнера» присоединились к «Финанц», спортивному клубу венских финансовых служащих, который только что был переведен во второй дивизион в результате реформы системы лиг, и во время зимнего перерыва чемпионата 1931/1932 футбольная секция отделилась от всего клуба и получила название «Фаворитнер Шпортклуб».
После того, как клуб во втором дивизионе сначала занял 5-е место, а потом — 6-е, «Фаворитнер Шпортклуб» усилился некоторыми игроками с опытом игры в высшем дивизионе и завершил чемпионат на первом месте с отрывом от второго места 11 очков, тем самым добившись повышения в высший дивизион. Клуб вновь усилился игроками, в том числе Рудольфом Вытлачилом. Во втором туре клуб победил «Аустрию». В весенней части сезона 1934/35 клуб потерпел серию поражений, а также начал испытывать значительные финансовые трудности. В конце сезона из-за задержки зарплат «Фаворитнер» играл некоторыми игроками из резервной команды. В итоге клуб занял последнее, 12-е место, и вылетел обратно во вторую лигу.
Многие известные игроки покинули клуб, и уже после нескольких туров в 1935 году стало очевидно, что клуб больше не является экономически жизнеспособным. Из-за больших долгов она была сначала отстранена, а в ноябре 1935 года окончательно исключена из чемпионата, а ее предыдущие матчи в таблице были аннулированы. В марте 1936 года «Фаворитнер Шпортклуб» был окончательно расформирован.

## Стадион
Домашние матчи в высшем дивизионе клуб проводил на разных стадионах: на своём основном стадионе клуб провёл лишь один матч в кубке Австрии. В чемпионате клуб играл на Ваккер-Плац, Чехишес Херц и Никольсон-Плац.